# Ein fürsorglicher Sohn
Ein fürsorglicher Sohn (My Son, My Son, What Have Ye Done) ist ein Film des Regisseurs Werner Herzog. Es war die erste Zusammenarbeit zwischen Herzog und dem Filmemacher David Lynch, der den Film produzierte. Die Idee zu My Son, My Son, What Have Ye Done? stammt von Herbert Golder, der zusammen mit Herzog das Drehbuch schrieb. Das Drama beruht auf einer wahren Begebenheit: Mark Yavorsky, ein hochbegabter und sportlich und künstlerisch erfolgreicher Student, erstach in einem Moment geistiger Umnachtung seine eigene Mutter mit einem antiken Schwert.

## Handlung
Der Routinier Detective Havenhurst und der Anfänger Detective Vargas werden beim Anekdotenaustausch unterbrochen: Ein Mord ist gemeldet worden. Während die Polizisten den Tatort akribisch inspizieren und katalogisieren, scheint aus dem Mordfall zusätzlich eine Geiselnahme geworden zu sein. Der schnell ermittelte Täter, der Student Brad Macallam, verschanzt sich in seinem Zuhause, nachdem er zuvor in einem Nachbarhaus seine Mutter mit einem Säbel getötet hat. Macallam behauptet, er habe zwei Geiseln bei sich. Das Polizeiaufgebot wird verstärkt, und Macallams Verlobte Ingrid Gudmundson benachrichtigt. Havenhurst versucht über Ingrid, mehr über den Täter zu erfahren und darüber, was ihn dazu veranlasst haben könnte, seine Mutter zu töten. Sie erzählt, Brad sei von einer Raftingtour in Peru völlig verändert zurückgekommen. Macallams Freunde seien seinerzeit im Fluss ertrunken, Brad sei als einziger verschont geblieben, weil ihm eine innere Stimme den Befehl erteilt hatte, sich mit seinem Kajak nicht in den reißenden Fluss zu begeben. Dieses Erlebnis habe den Anfang seiner Visionen und seines peu à peu erfolgten Realitätsverlustes markiert. Ab da sei er seiner inneren Stimme gefolgt. Bald darauf habe Brad sich Farouk genannt und behauptet, die Stimme Gottes zu hören oder Gottes Antlitz zu sehen. Sein Verhalten habe sich vor allem in einer Art mystischem Narzissmus gezeigt, wenn Brad immer häufiger geglaubt habe, der absolute Ankerpunkt von Raum und Zeit zu sein. Zu seiner Mutter habe er ein zwiespältiges Verhältnis gehabt, weil sie sehr geklammert und über sein Leben habe bestimmen wollen. Aber er habe seine Mutter trotz allem geliebt. Dann trifft Lee Meyers ein, der Brads Schauspieltruppe leitet. Er sagt aus, Macallam habe ihn noch am Morgen angerufen und verzweifelt um Hilfe gebeten, ohne klar zu sagen, worum es gehe. Ingrid und Meyers erzählen Havenhurst von der Aufführung des antiken Stücks Orestie, dessen Regisseur Meyers ist. Macallam habe in dem Drama den Muttermörder Orestes gespielt. Auch Ingrid sei in dem griechischen Stück aufgetreten. Brad habe sich als in einer ultimativen Ausnahmestellung befindlich gesehen. Er habe sich so sehr in die Rolle hineingesteigert und sich mit der tragischen Figur des Orestes identifiziert, dass er geglaubt habe, die eigene Mutter töten zu müssen, um das Schicksal der Menschheit in gute Bahnen zu lenken. Bei den Proben habe er dann ein echtes Schwert benutzt, was bei den anderen Darstellern großes Unbehagen hervorgerufen habe, sodass Meyers ihm letztendlich seine Rolle weggenommen habe.
Ingrid sagt aus, er habe sich kurz vor der Tat noch einmal hilfesuchend an sie und auch den Spielleiter Meyers gewandt, ohne dass sie verstanden hätten, was er wollte. Auch die Nachbarin Mrs. Roberts, die Augenzeugin der Tat wurde, hatte er gebeten, ihn aufzuhalten, indem sie ihn töte, damit er nicht tun müsste, was er eigentlich nicht tun wollte. Hilflos und wie gelähmt hätten die Gäste der Kaffeerunde dann ansehen müssen, wie Macallam seine Mutter mit jenem Säbel erstach, den er während der Theaterproben benutzte. Er verstand sich in diesem Moment als Werkzeug des Schicksals. Der Zugriff des SWAT-Teams und Macallams Verhaftung bringt zutage, dass ein Dutzend Polizisten und eine schwerbewaffnete Spezialeinheit von Macallam zum Narren gehalten worden waren. Seine sogenannten Geiseln sind zwei Flamingos. Menschen waren nicht in Gefahr.

## Hintergrund
Der Film beruht auf der wahren Geschichte des Muttermörders Mark Yavorsky. Yavorsky war ein graduierter Student, spielte erfolgreich Basketball und galt als passionierter Amateurschauspieler an der Universität von San Diego. Der Student tötete am 10. Juni 1979 seine Mutter mit einem antiken Säbel. Er verfolgte sie zu einer Nachbarin, zu der sie sich geflüchtet hatte. Der Täter wurde vom Richter für geisteskrank und daher als nicht verantwortlich für seine Tat befunden und ins Patton State Hospital eingewiesen. Yavorsky hatte ausgeführt, dass er seiner Mutter einen bald stattfindenden atomaren Holocaust nicht habe zumuten wollen. Der junge Mann hatte sich seit seinem Peruaufenthalt, ähnlich wie im Film gezeigt, immer mehr verändert, wobei ein weiterer Auslöser dieser Tat dann die Studentenaufführung der Orestie war. Herbert Golder, Professor für antike Literatur an der Boston University, interessierte sich für diesen Fall antik anmutender Tragik in der Gegenwart. Zusammen mit Werner Herzog begann er 1995 an dem Drehbuch zu schreiben. Erst durch die Mitwirkung von David Lynch konnte der Film finanziert werden. Als Co-Produzent hat er direkt, als auch indirekt seine Handschrift hinterlassen. So ist die Besetzung der Mutter von Brad mit Grace Zabriskie auf Lynchs Einfluss zurückzuführen. Aber vor allem stilistisch sind einige Elemente des Filmes an Lynchs Arbeit angelehnt.
Weitere Rückblenden führen den Zuschauer auf die Hühner- und Straußenfarm von Macallams Onkel sowie nach Kanada, Tijuana und ins Navy-Krankenhaus, in dem sein Vater gestorben ist. Immer wieder mischt Herzog diesem Film Versatzstücke und Zitate aus seinen zuvor geschaffenen Werken bei.
Die Filmaufnahmen in Point Loma fanden ganz in der Nähe von Yavorskys echtem Zuhause statt. Weitere Aufnahmen entstanden am Urubamba in Peru, wo Herzog bereits seine Filme Aguirre, der Zorn Gottes und Fitzcarraldo gedreht hatte. Herzog verzichtete aus Sicherheitsgründen darauf am Braldu in Pakistan zu drehen, wo Yavorskys Sinnesänderung wirklich begonnen hatte. Weiter wurde eine Sequenz in Kaschgar in Xinjiang in China gedreht.
In dem Audiokommentar zum Film spricht Herzog davon, dass seine Filme und jene von Lynch „nicht miteinander reden, sondern miteinander tanzen.“ Explizit stellt er zwischen einer Szene, in der ein Jogger mit einer Atemmaske zu sehen ist, die Verbindung zur Rolle des Frank Booth (Dennis Hopper) in Blue Velvet her. Bei genauem Hinsehen sind noch weitere Anlehnungen erkennbar. In die Augen springend ist sicher die Szene, in der sich Brad und sein Onkel Ted (Brad Dourif) über einen fiktiven Werbeclip für dessen Riesenhühner unterhalten. Der fehlende inhaltliche Bezug wird noch stilistisch durch die Aufnahme in einer völlig verschneiten Landschaft unterstützt. Bedenkt man zudem, dass in der Szene ein Kleinwüchsiger im Anzug vorkommt, sind Parallelen zum Red Room aus Twin Peaks nicht von der Hand zu weisen.
Bezüge zur Orestie des antiken griechischen Tragödiendichters Aischylos sind ebenfalls erkennbar: In diesem Werk opfert Agamemnon seine Tochter Iphigenie, weshalb Klytaimnestra, Iphigenies Mutter, ihren Mann Agamemnon nach dessen Rückkehr aus dem Trojanischen Krieg tötet; ebenso ergeht es dessen Geliebter Kassandra. Der Sohn Orestes tötet daraufhin unter Mithilfe seiner Schwester Elektra (Mykene) die Mutter Klytaimnestra und deren Geliebten Aigisthos. Orestes wird dafür jedoch nicht mit dem Tod bestraft, wie es eigentlich üblich wäre; die Rachegeister (Erinnyen) können vielmehr in einem Gerichtsverfahren besänftigt werden. Die Göttin Athene spricht bei Stimmengleichheit das Urteil (Freispruch) und der Fluch, welcher auf der Familie der Atriden liegt, wird durchbrochen.

### Synchronisation
Die deutsche Synchronbearbeitung oblag der Synchronfirma Christa Kistner, Synchronproduktion GmbH, Potsdam, Dialogbuch und Dialogregie: Joachim Kunzendorf.
| Rolle                     | Darsteller      | Synchronsprecher       |
| ------------------------- | --------------- | ---------------------- |
| Brad Macallum             | Michael Shannon | Sascha Rotermund       |
| Detective Hank Havenhurst | Willem Dafoe    | Wolfgang Condrus       |
| Detective Vargas          | Michael Peña    | Tobias Müller          |
| Ingrid Gudmundson         | Chloë Sevigny   | Berenice Weichert      |
| Lee Meyers                | Udo Kier        | Udo Kier               |
| Miss Roberts              | Loretta Devine  | Ulrike Möckel          |
| Mrs. Macallum             | Grace Zabriskie | Kornelia Boje          |
| Mrs. Roberts              | Irma P. Hall    | Luise Lunow            |
| Onkel Ted                 | Brad Dourif     | Hans-Jürgen Dittberner |
| SWAT-Commander Brown      | James C. Burns  | Frank Röth             |
| Empfangsmitarbeiterin     | Jenn Liu        | Ilona Brokowski        |

## Kritiken
Die Bewertungen für My Son, My Son, What Have Ye Done sind gemischt. Der Film erzielte, basierend auf 40 Bewertungen, ein 50 % oder 5,8/10-Rating auf Rotten Tomatoes.
Jeff Shannon von der Seattle Times nannte den Film „eine schrullige Fehlzündung Herzogs“, während Roger Ebert von der Chicago Sun-Times sagte, der Film „bringe alle Konventionen durcheinander und bediene keinen der erwarteten Genüsse, sondern biete stattdessen die Freude zu beobachten, wie Herzog mit dem ‘Polizei-und-Geiselnehmer-Schema’ das Mischpult seiner Phantasie füttert.“
Robert Zimmermann von critic.de war der Ansicht, dass My Son My Son, What Have Ye Done keine Erklärungen liefere und das eigentlich poetische Gesamtbild nur emotional begreiflich bleibe, wodurch sich auch eine gewisse Verwandtschaft zum Paranoia-Kino des David Lynch einstelle, was nicht von ungefähr sei, da Lynch bei diesem sehenswerten Film als ausführender Produzent fungiere.
Filmgazette.de meinte, dass Herzogs Ensemble eine seltene Spielfreude an den Tag gelegt habe. […] Die irritierten Blicke der Menschen auf den Schauspieler und direkt in die Kamera seien echt und machten Brads Paranoia gut nachvollziehbar.
Das Erste.de, das den Film unter dem deutschen Titel Ein fürsorglicher Sohn, sendete, befand, dass Werner Herzog in einem meditativen Tonfall und mit inszenatorischer Meisterschaft Szenen eines aus dem Ruder laufenden Lebens schildere. Inspiriert von einem realen Fall, entwickle er die atmosphärische Charakterstudie eines Amokläufers, herausragend verkörpert von Michael Shannon.

## Veröffentlichungen
Der Film wurde auf den internationalen Filmfestspielen von Venedig am 5. September 2009 uraufgeführt. Nach nur einigen wenigen Festival- und Kinoaufführungen erschien der Film am 18. November 2010 auf DVD und Blu-ray Disc.